# Wilhelm Ludwig Christmann
Wilhelm Ludwig Christmann (* 6. Juli 1780 in Kloster Hirsau; † 24. September 1835 in Stuttgart) war ein deutscher lutherischer Geistlicher und Mathematiker.

## Leben
Christmanns Vater war Professor an der Klosterschule Bebenhausen. Er selbst wuchs nach dem Tod des Vaters in Tübingen auf. An der dortigen Universität studierte er später Philosophie und Theologie. Als Autodidakt beschäftigte er sich nebenbei mit Mathematik und erlangte in diesem Fach 1799 mit der Dissertation "De centro oscillationis" den Magistergrad. Nach Ablegung der theologischen Staatsprüfung wurde er 1805 zunächst Präzeptor in Brackenheim, 1811 zweiter Diakon in Göppingen, 1812 Pfarrer in Tailfingen-Nebringen, 1818 in Grubingen, 1821 in Wangen bei Göppingen und noch im gleichen Jahr an der Peter-und-Paul-Kirche in Heimerdingen. Neben seinem Pfarrberuf widmete er sich auch weiterhin der Mathematik und gab mehrere Schriften dazu heraus. Vergeblich bemühte er sich um eine Anstellung als unbesoldeter Professor der Mathematik an der Universität Tübingen. 1826 wurde er als Pfarrer abberufen. Seine letzten Lebensjahre verbrachte er in Stuttgart, wo er weitgehend zurückgezogen lebte. Am 24. September 1835 nahm er sich selbst das Leben. Seine letzte Ruhestätte fand er auf dem Fangelsbachfriedhof.

## Veröffentlichungen
- Ein Wort über Pestalozzi und Pestalozzismus (1812)
- Ars cossae promota (1814)
- Philosophia cossica (1815)
- Aetas argentea cossae (1819)
- Apollonius Suevus (1822)
- Nachricht von der sogenannten romanischen Sprache in Graubündten (Reutlingen und Leipzig 1819) (Digitalisat)
- Ueber Tradition und Schrift, Logos und Kabbala (1825)
- Cabbala algebraica (1827)